# 東洋佐々木ガラス

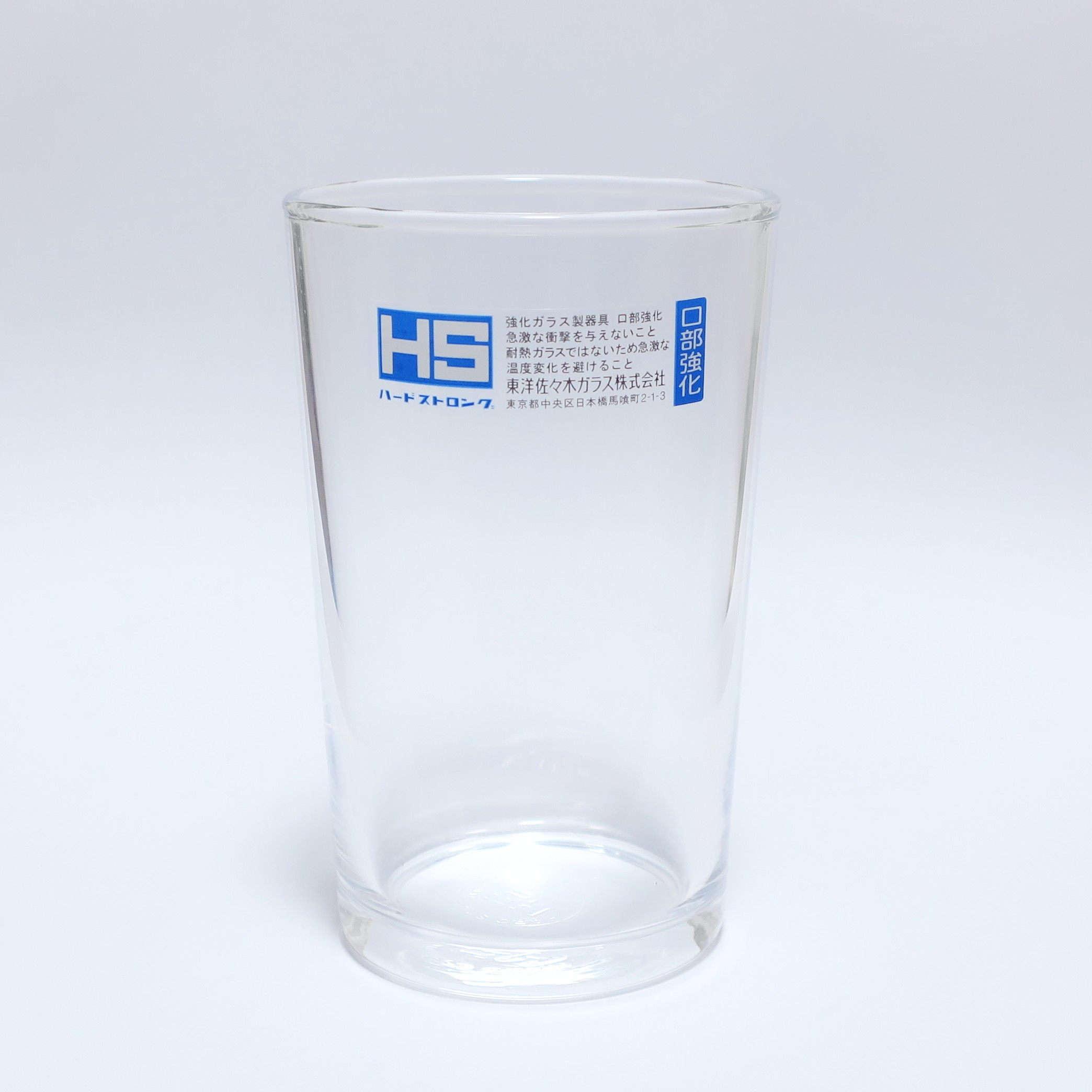
東洋佐々木ガラス製のHS（ハードストロング）口部物理強化タンブラーグラス

東洋佐々木ガラス株式会社（とうようささきガラス、英文名称；TOYO-SASAKI GLASS Co.,Ltd.）は、日本のガラス製容器製造会社。
東洋製罐グループホールディングスの連結子会社である東洋ガラスの関連会社。

## 沿革
- 1902年（明治35年）3月 東京の神田に佐々木宗次郎商店を創業し石油ランプの販売を開始[3]。
- 1919年（大正8年） 合名会社佐々木硝子店に組織変更[3]
- 1940年（昭和15年） 日本初のスクリーン印刷による加工生産を開始[4]。後に特許を取得[4]。
- 1947年（昭和22年）1月 佐々木硝子株式会社に改組し、ガラス食器の卸販売を営業[3]。本店所在地は東京都中央区日本橋馬喰町[3]。
- 1950年（昭和25年）9月 東京都墨田区に東京工場を建設[3]。ガラス食器の人口吹製造、印刷加工を操業[3]。
- 1957年（昭和32年）2月 東洋初のオートメーションタンブラー製造機械H-28マシンを東京工場に設置[3]。
- 1962年（昭和37年）6月 東京証券取引所市場第二部に株式を上場[3]。
- 1967年（昭和42年）3月 食器用口部強化グラス「HS」ハードストロングの生産を開始[4]。
- 1984年（昭和59年）8月 東京証券取引所市場第一部に株式を指定替え上場[3]。(現在の東京証券取引所市場スタンダード)
- 1999年（平成11年）4月26日 会社更生法適用申請[5]。
- 2002年（平成14年） 東洋ガラス株式会社のハウスウエア部門と統合[4]。東洋佐々木ガラス株式会社と改名[4]。
- 2022年（令和4年）3月22日 本社を千葉県八千代市の千葉工場に移転[6]。

## 事業所一覧
- 本社/千葉工場 - 千葉県八千代市大和田新田559
- 営業本部 - 東京都品川区東五反田2-18-1 大崎フォレストビルディング
- 東京ショールーム - 東京都品川区西五反田1-21-8 ヒューリック五反田山手通ビル7階
- 西日本市販営業部/大阪ショールーム - 大阪市西区靱本町2-3-2 なにわ筋本町MIDビル2階